# Thelma Fardin
Thelma Inés Fardín (San Carlos de Bariloche, Río Negro, Argentina; 24 de octubre de 1992) es una actriz, cantante y activista argentina. Es conocida por interpretar a Josefina Beltrán en la telenovela musical infantojuvenil Patito feo.
También participó en otras series juveniles como Consentidos, Peter Punk, Dance!, la fuerza del corazón, Soy Luna, Divina, está en tu corazón y Kally's Mashup.

## Trayectoria
Thelma Fardín nació en Bariloche y se trasladó a Buenos Aires en su infancia, donde comenzó a estudiar actuación a los siete años.
Fardin empezó su carrera en 1999, participando en la telenovela Cabecita que protagonizó Agustina Cherri. Ese mismo año, debutó en el cine como parte de la película en La edad del sol protagonizada por Soledad Pastorutti.
También ha formado parte de otros programas como Los simuladores, Tiempo final y La niñera entre otros.
En 2006 formó parte del elenco estable de la telenovela Sos mi vida, junto a Facundo Arana y Natalia Oreiro.
Alcanzó popularidad y reconocimiento nacional e internacional al interpretar al personaje de Josefina Beltrán, la mejor amiga de "Patito" (Laura Esquivel), en la telenovela musical Patito feo, la cual fue emitida entre 2007 y 2011 a través de Canal 13 y Disney Channel en más 50 países de América Latina, Europa y Asia.
Entre 2009 y 2010 formó parte de la telenovela Consentidos en el papel de Luz Villegas.
Entre 2016 y 2017 actuó en Soy Luna, serie de Disney Channel, en el papel de Flor Balsano. En 2017 también apareció en Divina, está en tu corazón, telenovela coproducida por Pol-ka Producciones y Televisa, interpretando a Yanina. 
En 2019 interpretó a Mara en la serie de Nickelodeon Kally's Mashup.

## Denuncia
El Caso Fardín contra Darthés es como se conoce al proceso judicial que se hizo público el 11 de diciembre de 2018 en conferencia de prensa, en donde la actriz denunció penalmente al actor Juan Darthés por haberla violado en Nicaragua en 2009 en el marco de la última gira teatral de la telenovela Patito feo (2007-2008) de la que ambos formaban parte, con el agravante de que la actriz tenía 16 años y el actor 45. 
La denuncia fue realizada el 4 de diciembre de 2018. El actor había recibido denuncias previas por acoso sexual por parte de la actriz Calu Rivero y por abuso sexual por parte de las actrices Ana Coacci y Natalia Juncos. Todas ellas habían sido compañeras de elenco de Darthés en diferentes telenovelas, y las situaciones de violencia por parte del actor se cometieron dentro del espacio laboral.
Bajo el hashtag #Mirácómonosponemos impulsado por el Colectivo Actrices Argentinas que acompañó la denuncia de Fardín, el público hizo sentir su apoyo en las diferentes redes sociales.
Cuando la denuncia se hizo pública Juan Darthés se profugó a Brasil, su país natal que no tenía tratado de extradición con Argentina, tras lo cual Thelma nombró como su abogada en Brasil a Carla Amaral de Andrade Junqueira, una reconocida especialista en Derecho Internacional y cuestiones de género.El caso alcanzó repercusiones internacionales: se produjo la retirada de la delegación diplomática argentina tras la denuncia de que el actor argentino-brasileño Juan Darthés había cometido una violación a una menor durante la gira por el país de Patito feo: El show más lindo en Argentina, mientras la denunciante recibió apoyo de organismos de DDHH actrices y escritoras, Darthes recibió el apoyo del presidente argentino Mauricio Macri quien decidió retirar al embajador en protesta por la apertura de la justicia de Nicaragua contra Darthes.
El juicio oral inició finalmente en 2021 en Brasil con la intervención de los tres ministerios públicos fiscales de Argentina, Brasil y Nicaragua, y el 13 de mayo de 2023 Juan Darthés resultó absuelto en primera instancia en la causa por "falta de pruebas de acceso carnal". Carla Junqueira, la abogada de Thelma, presentó apelacion. El 10 de junio de 2024 la justicia brasileña revocó el fallo de primera instancia y declaró culpable de abuso sexual a Darthés, condenándolo a seis años de prisión por abuso sexual a Thelma Fardin. Darthes apelo la sentencia, pero dicha apelación fue rechaza en 2025.

## Activismo
Thelma Fardín es integrante del Colectivo Actrices Argentinas, una coalición de actrices que se formó en 2018 en apoyo al proyecto de Ley de Interrupción Voluntaria del Embarazo de Argentina, que finalmente sería aprobada en 2020. El Colectivo se ha manifestado además a favor de diversas causas de interés socioeconómico y de interés de género.

## Trabajos

### Televisión
| Año         | Título                        | Personaje                | Notas                                              | Canal                   |
| ----------- | ----------------------------- | ------------------------ | -------------------------------------------------- | ----------------------- |
| 1999 - 2000 | Cabecita                      | Niña                     | Debut actoral (sin acreditar)                      | Telefe                  |
| 2000        | Los Iturralde                 | Martina Iturralde        | Elenco secundario                                  | América TV              |
| 2002        | Tiempo final                  | Isabel                   | Episodio: "Cruce de ruta"                          | Telefe                  |
| 2002        | Los simuladores               | Sofía Pasternak          | Episodio: "Marcela & Paul"                         | Telefe                  |
| 2003        | Dr. Amor                      | Carla                    | Participación                                      | Canal 13                |
| 2004        | La niñera                     | Cintia                   | Participación                                      | Telefe                  |
| 2004        | Dibujando la tarde            | Florencia Vidal          | Elenco principal                                   | Canal 7                 |
| 2006 - 2007 | Sos mi vida                   | Laura Fernández          | Elenco secundario                                  | Canal 13                |
| 2007 - 2008 | Patito feo                    | Josefina Beltrán         | Elenco juvenil                                     | Canal 13 Disney Channel |
| 2009 - 2010 | Consentidos                   | Luz Villegas             | Elenco juvenil                                     | Canal 13                |
| 2011        | Peter Punk                    | Lulú Reyes               | Participación                                      | Disney XD               |
| 2011        | Un año para recordar          | Sabrina Castro           | Recurrente                                         | Telefe                  |
| 2011        | Mentira la verdad             | Tatiana Martínez         | Varios episodios, temporada 1                      | Encuentro               |
| 2011        | Dance!, la fuerza del corazón | Renata Pereyra           | Coprotagonista juvenil                             | Canal 10                |
| 2011        | Tiempo de pensar              | Luna                     | Episodio: "Fértil"                                 | TV Pública              |
| 2012        | El hombre de tu vida          | Laura García             | Participación, temporada 2                         | Telefe                  |
| 2012        | Presentes                     | Jimena                   | Elenco juvenil, temporada 1                        | Encuentro               |
| 2013        | Historias de corazón          | Julia                    | Episodio: "Recuerdos del olvido"                   | Telefe                  |
| 2014        | Somos familia                 | Mara Aleví               | Elenco secundario                                  | Telefe                  |
| 2014        | Guapas                        | Jéssica                  | Recurrente                                         | Canal 13                |
| 2015        | El mal menor                  | Roxana "Roxy"            | Episodio: "Trini"                                  | TV Pública              |
| 2016        | Conflictos modernos           | Mariana                  | Episodio: "Una novia para papá"                    | Canal 9                 |
| 2016 - 2017 | Soy Luna                      | Florencia "Flor" Balsano | Recurrente, temporada 1 Participación, temporada 2 | Disney Channel          |
| 2017        | Divina, está en tu corazón    | Yanina Ruiz              | Elenco juvenil                                     | Canal 13 Canal 5        |
| 2018        | Dalia de las hadas            | Lorena                   | Elenco principal                                   | La5                     |
| 2019        | Kally's Mashup                | Mara                     | Recurrente, temporada 2                            | Nickelodeon             |
| 2022        | Dos 20                        | Franca                   | Episodio: "La astucia suficiente"                  | TV Pública              |
| Programas   |                               |                          |                                                    |                         |
| Año         | Título                        | Rol                      | Notas                                              | Canal                   |
| 2005        | Chicos.ar                     | Conductora               | Debut como conductora                              | Canal 7                 |

### Cine
| Año  | Título                                        | Personaje             | Dirección                           |
| ---- | --------------------------------------------- | --------------------- | ----------------------------------- |
| 1999 | La edad del sol                               |                       | Ariel Piluso                        |
| 2003 | Click!                                        | Niña del supermercado | Ricardo Berretta                    |
| 2014 | Amanda: el día que Einstein vivió en La Plata | Amanda                | Marcos Rodríguez                    |
| 2019 | Callcenter                                    | Laura                 | Sergio Estilarte y Federico Velasco |
| 2020 | Giro de ases                                  | Mariana               | Sebastián Tabany                    |
| 2021 | La estrella roja                              | Laila Salama          | Gabriel Lichtmann                   |
| 2024 | Martín García                                 | Guardaparque          | Aníbal Garisto                      |

### Cortometrajes
| Año  | Título                    | Personaje | Dirección                      |
| ---- | ------------------------- | --------- | ------------------------------ |
| 2003 | Dádiva de un alma errante | Florencia | Javier Lattuada                |
| 2013 | Él piensa, ella piensa    | Clara     | Iván Stoessel y Federico Pozzi |

### Teatro
| Año       | Título                                         | Dirección                           |
| --------- | ---------------------------------------------- | ----------------------------------- |
| 2005      | Pequeños fantasmas                             | Manuel González Gil                 |
| 2007-2008 | Patito feo: La historia más linda en el Teatro | Ricardo Pashkus                     |
| 2009      | Patito feo: El Show más lindo                  |                                     |
| 2011      | Dance!, la fuerza del corazón                  |                                     |
| 2013      | La piedad y los animales                       | Fernando Ferrer                     |
| 2017      | Petróleo                                       | Paula Marino                        |
| 2019      | Nahuelito                                      | Matias Puricelli y Fran Ruiz Barlet |
| 2020      | Fuera de línea                                 | Agustín Aguirre                     |
| 2022      | La alumna rotonda                              | Agustina Bertolotti                 |
| 2023      | Plagio                                         | José María Muscari                  |